# Maria Bernard Kubicki
Bp Piotr Maria Bernard Kubicki (ur. 9 września 1948 w Lipce) – polski biskup starokatolicki, były zastępca biskupa diecezji śląsko-łódzkiej Kościoła Starokatolickiego Mariawitów w RP, członek Rady Kościoła Starokatolickiego Mariawitów w RP, reprezentant Kościoła w Komitecie Krajowym Towarzystwa Biblijnego w Polsce, działacz ekumeniczny, z wykształcenia także prawnik.

## Życiorys

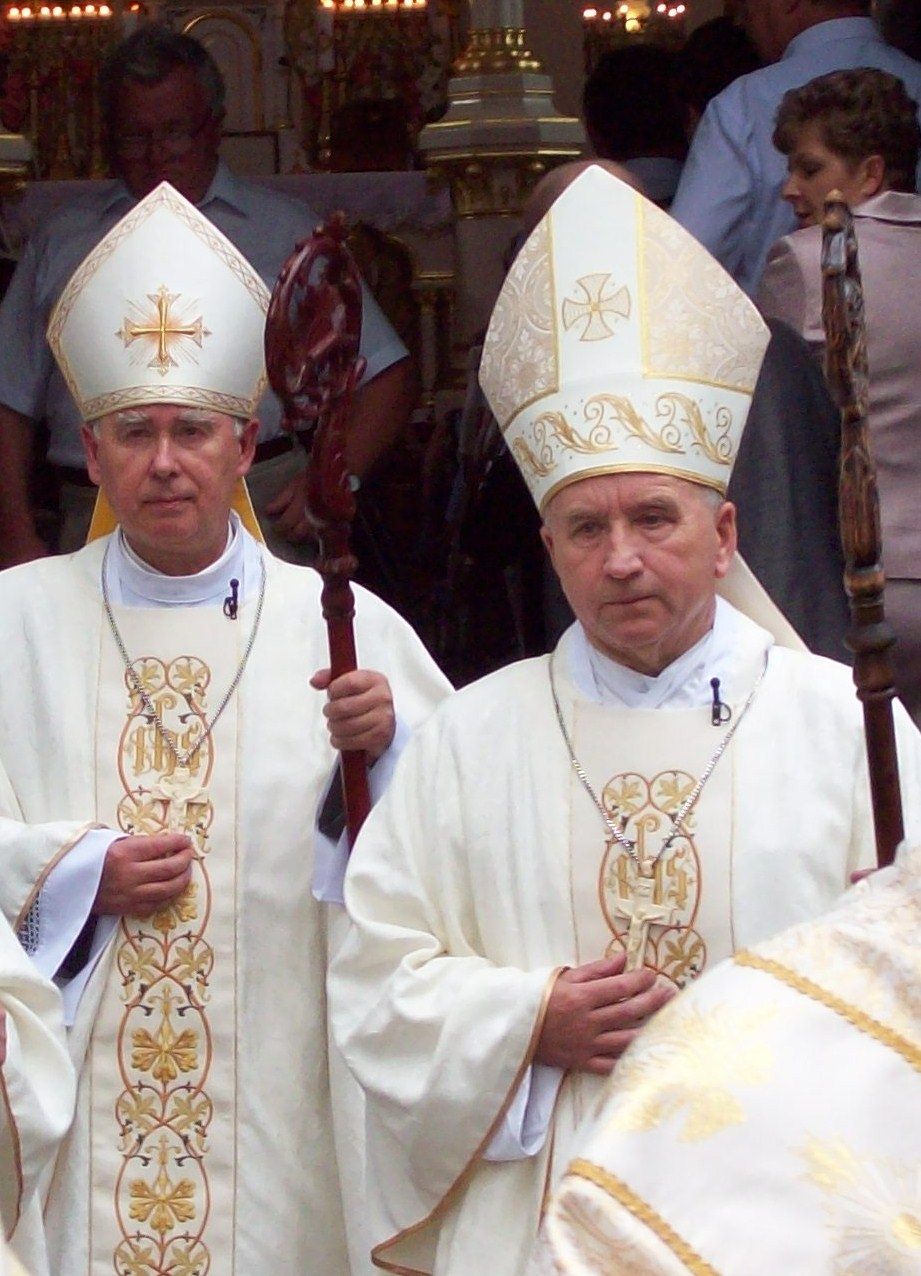
Maria Ludwik Jabłoński i Maria Bernard Kubicki, w Świątyni Miłosierdzia i Miłości w Płocku

Bp Piotr Maria Bernard Kubicki ukończył Szkołę Podstawową w Niesułkowie, następnie podjął kształcenie w Liceum Ogólnokształcącym w Brzezinach. Następnie ukończył prawo i administrację na Uniwersytecie Łódzkim, wtedy podjął decyzję o wstąpieniu do Wyższego Seminarium Duchownego w Płocku i Chrześcijańskiej Akademii Teologicznej w Warszawie. 9 grudnia 1984 został wyświęcony na kapłana, następnie objął probostwo w swojej rodzinnej parafii Matki Boskiej Szkaplerznej i św. Wojciecha w Lipce. 18 sierpnia 2009 został wybrany na biskupa lubelsko-podlaskiego Kościoła Starokatolickiego Mariawitów.
Na mocy decyzji Rady Kościoła Starokatolickiego Mariawitów z 14 września 2009, konsekracja biskupia odbyła się 20 czerwca 2010 w Świątyni Miłosierdzia i Miłości w Płocku. W uroczystości uczestniczyli wszyscy biskupi mariawiccy, liczne duchowieństwo, a także goście ekumeniczni: bp sen. Bernhard Heitz – z Kościoła Starokatolickiego w Austrii (reprezentant Unii Utrechckiej), ks. dziek. Henryk Dąbrowski – z Kościoła Polskokatolickiego w RP (reprezentant bp prof. dra hab. Wiktora Wysoczańskiego), ks. Anatol Szydłowski i ks. Eliasz Tarasiewicz – z Polskiego Autokefalicznego Kościoła Prawosławnego, ks. Henryk Seweryniak – z Kościoła Rzymskokatolickiego. 
Mimo objęcia zwierzchnictwa nad diecezją lubelsko-podlaską bp Piotr Maria Bernard Kubicki pozostawał proboszczem parafii Matki Boskiej Szkaplerznej i św. Wojciecha w Lipce znajdującej się w innej diecezji. Od 22 sierpnia 2011 na mocy postanowienia II sesji Kapituły Generalnej Kościoła Starokatolickiego Mariawitów jest zastępcą biskupa diecezji śląsko-łódzkiej.
1 września 2020 roku przestał pełnić funkcję proboszcza w parafii w Lipce. Obecnie nie nadzoruje żadnej parafii, jednakże w dalszym ciągu zasiada w Radzie Kościoła Starokatolickiego Mariawitów RP.